# Condado de Grundy (Tennessee)
O Condado de Grundy é um dos 95 condados do Estado americano do Tennessee. A sede do condado é Altamont, e sua maior cidade é Altamont. O condado possui uma área de 935 km² (dos quais 2 km² estão cobertos por água), uma população de 14 332 habitantes, e uma densidade populacional de 15 hab/km² (segundo o censo nacional de 2000). O condado foi fundado em 1844.